# Kościół Świętych Apostołów Piotra i Pawła w Chróścinie Opolskiej
Kościół Świętych Apostołów Piotra i Pawła – rzymskokatolicki kościół parafialny położony przy ulicy Kościelnej 2 w Chróścinie Opolskiej. Świątynia należy do parafii Świętych Apostołów Piotra i Pawła w Chróścinie Opolskiej w dekanacie Prószków, diecezji opolskiej.
13 listopada 1959 roku, pod numerem 633/59, obiekt został wpisany do rejestru zabytków województwa opolskiego.

## Historia kościoła
Pierwsza wzmianka o świątyni w tym miejscu pochodzi z 1371, w roku 1417 biskup wrocławski Wacław II Legnicki zatwierdził fundację ołtarza w ówczesnym kościele. Obecny, klasycystyczny, został wzniesiony po pożarze, w latach 1792–1793 z wykorzystaniem starych murów. Od 1601 roku do kasaty zakonów w 1810 był pod patronatem norbertanek z Czarnowąsów.  

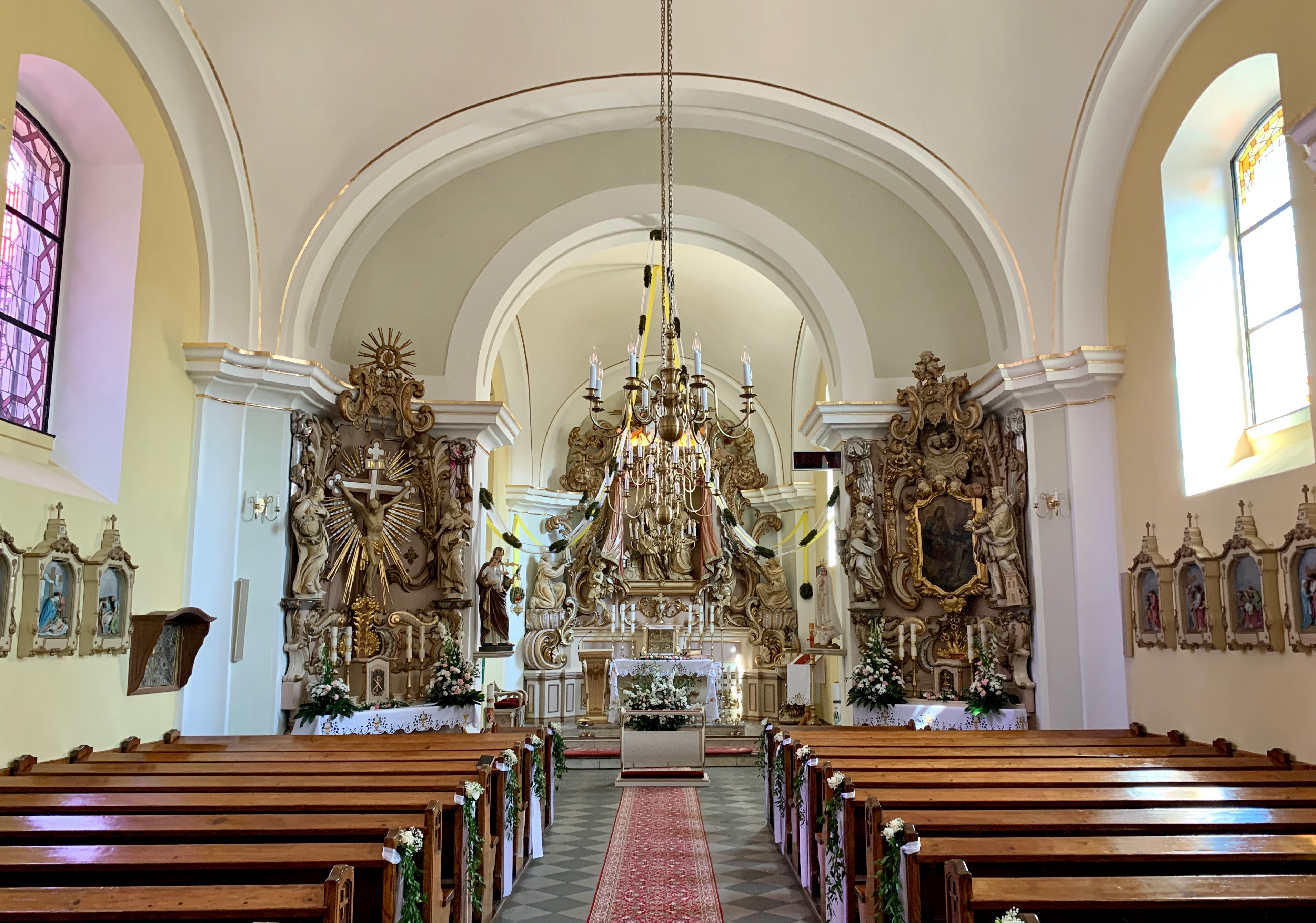
Wnętrze kościoła

## Architektura
Kościół orientowany, ceglany, otynkowany, jednonawowy, sklepiony żaglasto, z węższym kwadratowym prezbiterium i przybudowaną od północy zakrystią, od zachodu przyziemie nieukończonej wieży.
We wnętrzu: 
- barokowa chrzcielnica ze stopą w kształcie delfinów i pokrywą z grupą chrztu Chrystusa (kon. XVIII w.);
- ołtarze z końca XVIII w.: 
  - główny z figurami świętych Piotra i Pawła, flankowanymi przez klęczące figury św. Antoniego i św. Franciszka,
  - południowy z rzeźbami świętych Jadwigi i Barbary,
  - północny z grupą ukrzyżowania - Maria i św. Jan przy krucyfiksie (figura Jezusa późniejsza, zapewne z XIX w.);
- obraz Matki Bożej z Dzieciątkiem z końca XVIII w.;
- wizerunek św. Urbana z widokiem na chróściński kościół w tle.

Przy kościele znajdują się: 
- brama – dzwonnica z XV wieku, wzniesiona z rudy darniowej i cegły (w układzie polskim) na planie kwadratu, z ostrołukowym przejazdem, oskarpowana;
- klasycystyczna plebania z przełomu XVIII i XIX wieku;
- zabudowania folwarczne z połowy XIX wieku;
- pomnik poległych w I wojnie światowej, w formie płyty pamiątkowej z 42 nazwiskami.